# Pytchley
Pytchley is een civil parish in het bestuurlijke gebied Kettering, in het Engelse graafschap Northamptonshire met 489 inwoners.

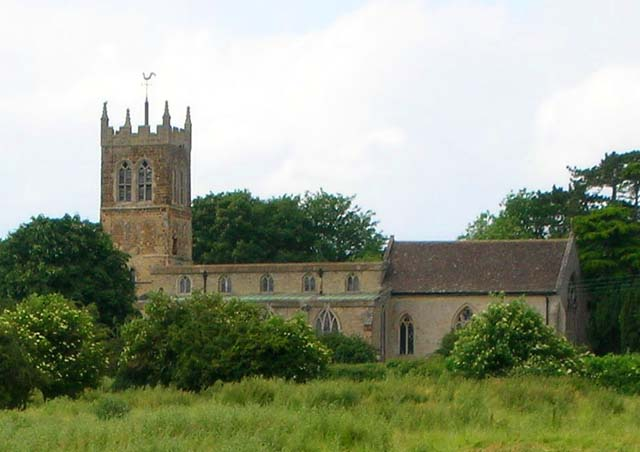